# Ion Albert
Ion Albert (ur. 2 czerwca 1910 w Klużu, zm. 1990 tamże) – rumuński gimnastyk. Uczestnik Igrzysk Olimpijskich w 1936 w Berlinie. Na igrzyskach olimpijskich zajął 108. miejsce w wieloboju gimnastycznym.